# The Last Rockstars
The Last Rockstars是由X JAPAN團長YOSHIKI、L'Arc-en-Ciel主唱HYDE、LUNA SEA與X JAPAN的吉他手SUGIZO、國際音樂人MIYAVI於2022年11月11日聯合組成的樂團。

## 成員
- Yoshiki – leader, drums, piano (2022年 ～ 現在)
- Hyde – vocals (2022年 ～ 現在)
- Sugizo – guitar, violin (2022年 ～ 現在)

## 過去成員
- MIYAVI – guitar  (2022年 ～ 2024年)

## 歷史
2022年11月11日正式宣布成立。
2024年11月11日，成立剛好2週年之際，結他手Miyavi宣布退出。

## 世界巡迴演唱會記錄
| 日期          | 演唱會站次 | 舉行地點             |  |
|               |            |                      |  |
| 2023年1月26日 | 日本東京   | 有明アリーナ         |  |
| 2023年1月27日 | 日本東京   | 有明アリーナ         |  |
|               |            |                      |  |
| 2023年1月29日 | 日本東京   | 東京ガーデンシアター |  |
| 2023年1月30日 | 日本東京   | 東京ガーデンシアター |  |
|               |            |                      |  |
| 2023年2月3日  | 美国紐約   | Hammerstein Ballroom |  |
| 2023年2月4日  | 美国紐約   | Hammerstein Ballroom |  |
|               |            |                      |  |
| 2023年2月10日 | 美国洛杉磯 | Hollywood Palladium  |  |

## NHK紅白歌合戰出場紀錄
- 第73回NHK紅白歌合戰（2022年12月31日）